# Чердаки (озеро)
Чердаки — озеро в России, располагается в 1,2 км юго-западнее деревни Травкино на территории Лаишевского района Республики Татарстан.
Представляет собой водоём карстового происхождения, находящийся на высокой террасе реки Волги. Озеро имеет округлую форму, длиной 245 м и максимальной шириной в 220 м. Площадь водной поверхности озера составляет 4 га. Наибольшая глубина достигает 2,5 м, средняя глубина равняется 1,2 м. Уровень уреза воды находится на высоте 69 м над уровнем моря. Прибрежная зона частично заболочена. По берегам заросли ивы.
Озеро используется в рекреационных целях.